# Viktorija Golubic

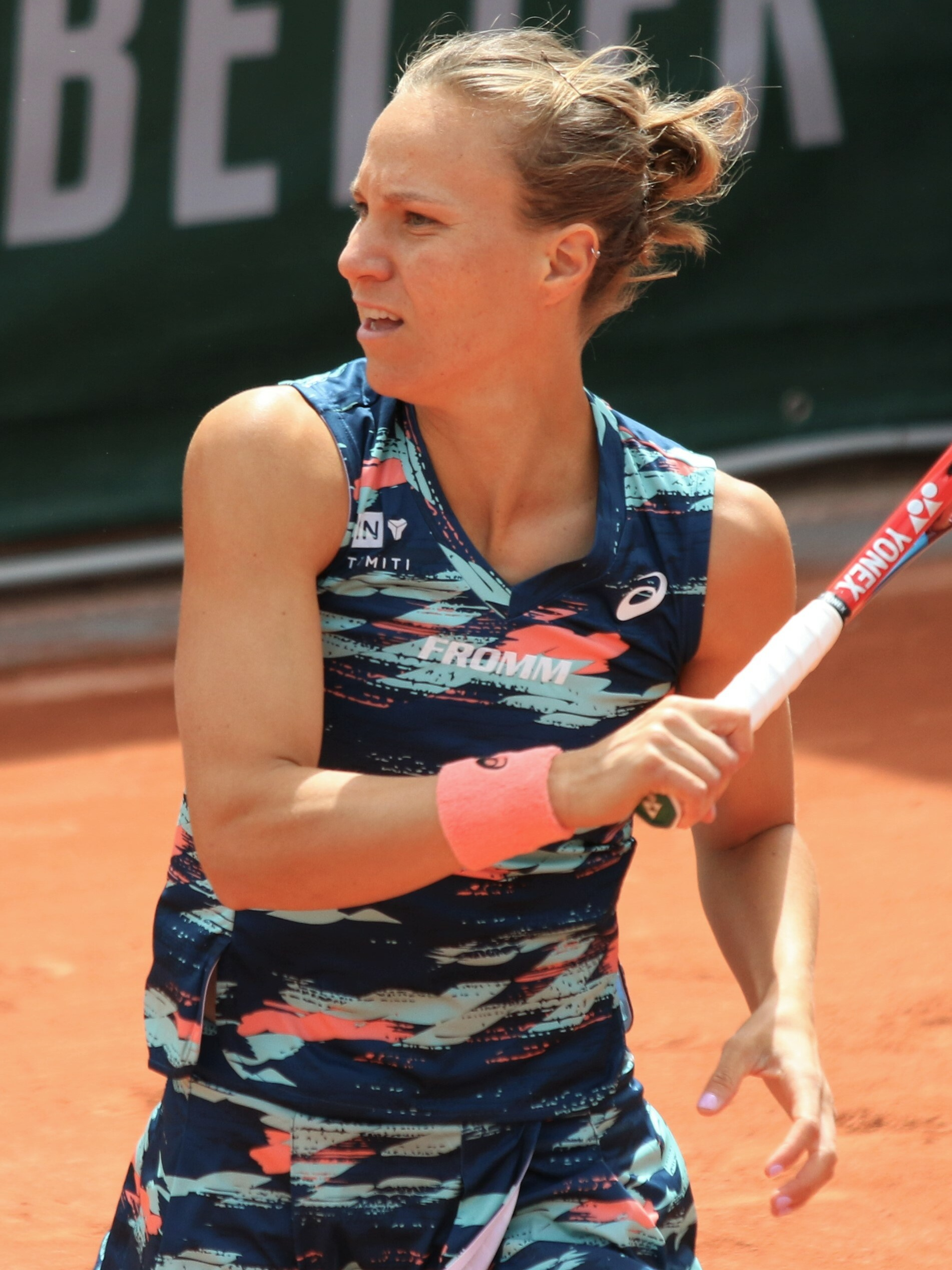
Roland Garros 2022

Viktorija Golubic (Zürich, 16 oktober 1992) is een tennisspeelster uit Zwitserland. Op zevenjarige leeftijd begon zij met tennis. Haar favoriete ondergrond is hardcourt. Zij speelt rechtshandig en heeft een enkelhandige backhand. Zij is actief in het internationale tennis sinds 2008.

## Loopbaan

### Enkelspel
Golubic debuteerde in 2008 op het ITF-toernooi van Boedapest (Hongarije). Zij stond in 2011 voor het eerst in een finale, op het ITF-toernooi van Santa Coloma (Spanje) – hier veroverde zij haar eerste titel, door de Spaanse Inés Ferrer Suárez te verslaan. Tot op heden(december 2024) won zij twaalf ITF-titels, de meest recente in 2023 in Shrewsbury (Engeland).
In 2013 kwalificeerde Golubic zich voor het eerst voor een WTA-hoofdtoernooi, op het toernooi van Bad Gastein – zij bereikte er de tweede ronde. In 2016 kwalificeerde zij zich via het kwalificatietoernooi voor het Australian Open bij het damesenkelspel. Zij stond in 2016 voor het eerst in een WTA-finale, op het toernooi van Gstaad – hier veroverde zij haar eerste titel, door de Nederlandse Kiki Bertens te verslaan. In 2019 won zij haar tweede WTA-titel op het challengertoernooi van Indian Wells.
In maart 2021 bereikte Golubic tweemaal een WTA-finale: in Lyon (waar zij de duimen moest leggen voor de Deense Clara Tauson) en in Monterrey (waar de Canadese Leylah Fernandez te sterk voor haar was) – op beide evenementen had Golubic zich via het kwalificatietoernooi een plek in de hoofdtabel moeten veroveren. Enkele weken later won Golubic het WTA-toernooi van Saint-Malo – in de finale versloeg zij de Italiaanse Jasmine Paolini. In juli bereikte zij de kwartfinale op Wimbledon, haar beste grandslamresultaat tot dat moment.
In 2023 won Golubic haar vierde WTA-titel, op het WTA 125-toernooi van Rouen – in de finale klopte zij Erika Andrejeva.
In november 2024 volgde de vijfde, op het WTA-toernooi van Jiujiang, waar zij zegevierde over de Slowaakse Rebecca Šramková. Zes weken later won Golubic haar zesde WTA-titel op het WTA 125-toernooi van Limoges – in de finale versloeg zij landgenote Céline Naef. Hiermee bouwde zij een reeks van twaalf enkelspelpartijen waarin zij ongeslagen bleef: vijf in Jiujiang, twee op de BJK Cup play-offs en vijf in Limoges.

### Dubbelspel
Golubic debuteerde in 2008 op het ITF-toernooi van Boedapest (Hongarije), samen met de Hongaarse Vanda Lukács. Zij stond in 2011 voor het eerst in een finale, op het ITF-toernooi van Santa Coloma (Spanje), samen met de Duitse Nina Zander – zij verloren van het Spaanse duo Eva Fernández Brugués en Inés Ferrer Suárez. Later dat jaar veroverde Golubic haar eerste titel, op het ITF-toernooi van Vallduxo (Spanje), samen met de Poolse Magdalena Kiszczyńska, door het Spaanse duo Yvonne Cavallé Reimers en Isabel Rapisarda Calvo te verslaan. Tot op heden(december 2024) won zij vijftien ITF-titels, de meest recente in 2021 in Fujairah (VAE).
In 2010 speelde Golubic voor het eerst op een WTA-hoofdtoernooi, op het toernooi van Boedapest, samen met de Hongaarse Blanka Szávay. Zij bereikten er de tweede ronde. Zij stond in 2017 voor het eerst in een WTA-finale, op het toernooi van Gstaad, samen met de Servische Nina Stojanović – zij verloren van het koppel Kiki Bertens en Johanna Larsson.
In 2021 won Golubic, geflankeerd door Belinda Bencic, de zilveren medaille op het dubbelspel van de Olympische spelen in Tokio.

### Tennis in teamverband
In de periode 2014–2024 maakte Golubic deel uit van het Zwitserse Fed Cup-team – zij behaalde daar een winst/verlies-balans van 13–11.

## Posities op deWTA-ranglijst
Positie per einde seizoen:
| jaar | rang enkelspel | rang dubbelspel |
| ---- | -------------- | --------------- |
| 2010 | 936            | –               |
| 2011 | 564            | 731             |
| 2012 | 609            | 410             |
| 2013 | 193            | 224             |
| 2014 | 227            | 235             |
| 2015 | 178            | 130             |
| 2016 | 57             | 117             |
| 2017 | 128            | 66              |
| 2018 | 92             | 101             |
| 2019 | 81             | 186             |
| 2020 | 137            | 137             |
| 2021 | 43             | 146             |
| 2022 | 77             | 90              |
| 2023 | 84             | 146             |

## Palmares
| Legenda                 |
| ----------------------- |
| Grandslamtoernooi       |
| Olympische Spelen       |
| Year-End Championships  |
| Premier Mandatory       |
| Premier Five / WTA 1000 |
| Premier / WTA 500       |
| International / WTA 250 |
| Challenger / WTA 125    |

### WTA-finaleplaatsen enkelspel
| nr.              | finale     | toernooi              | ondergrond    | tegenstandster     | score         |         |
| ---------------- | ---------- | --------------------- | ------------- | ------------------ | ------------- | ------- |
| gewonnen finales |            |                       |               |                    |               |         |
| 1.               | 2016-07-17 | WTA Gstaad            | gravel        | Kiki Bertens       | 4-6, 6-3, 6-4 | details |
| 2.               | 2019-03-03 | WTA Indian Wells 125K | hardcourt     | Jennifer Brady     | 3-6, 7-5, 6-3 | details |
| 3.               | 2021-05-09 | WTA Saint-Malo        | gravel        | Jasmine Paolini    | 6-1, 6-3      | details |
| 4.               | 2023-10-15 | WTA Rouen             | hardcourt (i) | Erika Andrejeva    | 6-4, 6-1      | details |
| 5.               | 2024-11-03 | WTA Jiujiang          | hardcourt     | Rebecca Šramková   | 6-3, 7-5      | details |
| 6.               | 2024-12-15 | WTA Limoges           | hardcourt (i) | Céline Naef        | 7-5, 6-4      | details |
| verloren finales |            |                       |               |                    |               |         |
| 1.               | 2016-10-16 | WTA Linz              | hardcourt (i) | Dominika Cibulková | 3-6, 5-7      | details |
| 2.               | 2021-03-07 | WTA Lyon              | hardcourt (i) | Clara Tauson       | 4-6, 1-6      | details |
| 3.               | 2021-03-21 | WTA Monterrey         | hardcourt     | Leylah Fernandez   | 1-6, 4-6      | details |
| 4.               | 2022-10-23 | WTA Rouen             | hardcourt (i) | Maryna Zanevska    | 6-7, 1-6      | details |
| 5.               | 2025-08-02 | WTA Warschau          | hardcourt     | Kateřina Siniaková | 1-6, 2-6      | details |

### WTA-finaleplaatsen vrouwendubbelspel
| nr.              | finale     | toernooi   | ondergrond | partner         | tegenstandsters                       | score            |         |
| ---------------- | ---------- | ---------- | ---------- | --------------- | ------------------------------------- | ---------------- | ------- |
| gewonnen finales |            |            |            |                 |                                       |                  |         |
| geen             |            |            |            |                 |                                       |                  |         |
| verloren finales |            |            |            |                 |                                       |                  |         |
| 1.               | 2017-07-23 | WTA Gstaad | gravel     | Nina Stojanović | Kiki Bertens Johanna Larsson          | 6-7, 6-4, [7-10] | details |
| 2.               | 2021-08-01 | O.S. Tokio | hardcourt  | Belinda Bencic  | Barbora Krejčíková Kateřina Siniaková | 5-7, 1-6         | details |
| 3.               | 2023-01-14 | WTA Hobart | hardcourt  | Panna Udvardy   | Kirsten Flipkens Laura Siegemund      | 4-6, 5-7         | details |

## Resultaten grandslamtoernooien
| Legenda | Legenda                          |
| ------- | -------------------------------- |
| g.t.    | geen toernooi gehouden           |
| l.c.    | lagere categorie                 |
| –       | niet deelgenomen                 |
| G       | uitgeschakeld in de groepsfase   |
| 1R      | uitgeschakeld in de eerste ronde |
| 2R      | uitgeschakeld in de tweede ronde |
| 3R      | uitgeschakeld in de derde ronde  |
| 4R      | uitgeschakeld in de vierde ronde |
| KF      | uitgeschakeld in de kwartfinale  |
| HF      | uitgeschakeld in de halve finale |
| F       | de finale verloren               |
| W       | het toernooi gewonnen            |
| w-v     | winst/verlies-balans             |

### Enkelspel
| toernooi        | 2016 | 2017 | 2018 | 2019 | 2020 | 2021 | 2022 | 2023 | 2024 |
| --------------- | ---- | ---- | ---- | ---- | ---- | ---- | ---- | ---- | ---- |
| Australian Open | 1R   | 1R   | 1R   | 1R   | 1R   | –    | 1R   | 1R   | 3R   |
| Roland Garros   | 2R   | 1R   | 1R   | 1R   | –    | 1R   | 1R   | –    | 2R   |
| Wimbledon       | –    | 2R   | 1R   | 3R   | g.t. | KF   | 2R   | 2R   | 1R   |
| US Open         | 1R   | 1R   | –    | 1R   | 1R   | 1R   | 1R   | –    | 1R   |

### Vrouwendubbelspel
| toernooi        | 2016 | 2017 | 2018 | 2019 | 2020 | 2021 | 2022 | 2023 | 2024 |
| --------------- | ---- | ---- | ---- | ---- | ---- | ---- | ---- | ---- | ---- |
| Australian Open | –    | 3R   | 3R   | –    | 2R   | –    | 1R   | 3R   | –    |
| Roland Garros   | –    | 2R   | 2R   | 1R   | –    | 1R   | 2R   | –    | –    |
| Wimbledon       | –    | 1R   | 1R   | 2R   | g.t. | 2R   | 2R   | –    | –    |
| US Open         | 2R   | 1R   | –    | 3R   | –    | 1R   | –    | –    | 2R   |